# Artocarpus glaucus
Artocarpus glaucus är en mullbärsväxtart som beskrevs av Carl Ludwig von Blume. Artocarpus glaucus ingår i släktet Artocarpus och familjen mullbärsväxter. Inga underarter finns listade i Catalogue of Life.